# Rio Ogoué
Ogoué (em francês: Ogooué; Ogowe), cuja extensão total alcança mais de 1.200 km, é o principal curso d'água do Gabão, país localizado na porção centro-ocidental da África. Nasce nas montanhas Chaillu, República do Congo, e sua bacia hidrográfica, além de banhar quase a totalidade do Gabão, apresenta alguns tributários que também alcançam Guiné Equatorial e Camarões.

Bacia do rio Ogoué

O seu curso é navegável até 185 km de distância da foz, a partir de onde é interrompido por corredeiras. Pierre Savorgnan de Brazza foi o primeiro europeu a navegar todo o curso do rio entre 1875 a 1883, tendo achado sua fonte em 1877. O Ogoué desagua numa foz do tipo delta no oceano Atlântico, pouco ao sul de Port-Gentil.